# Georges II de Garni
Pour les articles homonymes, voir Georges II.
Georges II de Garni ou Gévork II Garnetsi (en arménien Գևորգ Բ Գառնեցի) est Catholicos de l'Église apostolique arménienne de 877 à 897/898, année de sa mort.

## Biographie
Originaire de Garni, Georges est élu Catholicos après la mort de Zacharie Ier en 877, avec le soutien du prince Achot Ier, qu'il couronne roi d'Arménie vers 885 à Bagaran. 
À la mort d'Achot (890), il joue les médiateurs entre Smbat Ier et Abas, respectivement le fils et le frère du défunt roi. Abas tente par ailleurs de lui opposer un saint homme de Sevanavank, Machtots, mais ses efforts sont vains, Machtots refusant de jouer ce rôle. Georges couronne Smbat en 892.
En 893, à la suite du tremblement de terre qui dévaste Dvin, le Catholicos se réfugie à Etchmiadzin.
Smbat fait à nouveau appel à ses services de médiateur et l'envoie en 895 à Afchin, émir sajide d'Azerbaïdjan, qui a affectué ces premières incursions en Arménie. Afchin lui remet une invitation à destination de Smbat, que ce dernier, pressentant un piège, décline. L'émir fait alors emprisonner le Catholicos, qui est cependant libéré contre rançon.
Georges meurt en 897/898 au Vaspourakan, et Machtots lui succède.